# Carmen Cervera
Cervera y Fernández de la Guerra est un nom espagnol. Le premier nom de famille, en général paternel, est Cervera ; le second, en général maternel, souvent omis, est Fernández de la Guerra.
Carmen Cervera, (María del Carmen Rosario Soledad Cervera y Fernández de la Guerra), baronne veuve Thyssen-Bornemisza de Kászon, née à Barcelone, Espagne, le 23 avril 1943, connue également sous les noms de Tita Cervera ou Tita Thyssen, est une philanthrope, marchande d'art et collectionneuse d'art espagnole.
Elle est miss Espagne en 1961.
Elle est l'épouse de Lex Barker, d'Espartaco Santoni et de Hans Heinrich von Thyssen-Bornemisza (en 1985).
En 1998, elle reçoit la médaille d'or du mérite des beaux-arts par le ministère de l'Éducation, de la Culture et des Sports.
Elle est citée en 2017 dans l'affaire des Paradise Papers (évasion fiscale).
Elle est l'une des premières fortunes d'Espagne et possède par son troisième époux (mort en 2002) une partie de la célèbre collection d'art des barons Thyssen-Bornemisza, comparable par son niveau à celle de la Couronne anglaise; cet ensemble unique formé en deux générations de cette famille d'industriels allemands anoblis en  1907 - comptant des financiers du régime hitlérien - comprenait en 1989 entre autres 600 tableaux de maîtres anciens, notamment un ensemble d'impressionnistes français ayant fait partie avant  1907 de collections russes, nationalisées par les soviets après la révolution de 1917.
Elle est la fondatrice du musée Carmen Thyssen à Malaga, ainsi que du musée du même nom à Escaldes-Engordany (Andorre, État dont elle est résidente).

## Filmographie
- 1966 : Le Carnaval des barbouzes (Gern hab’ ich die Frauen gekillt) de Alberto Cardone, Louis Soulanes, Sheldon Reynolds et Robert Lynn